# Historisches Rotes Gebäude der Peking-Universität

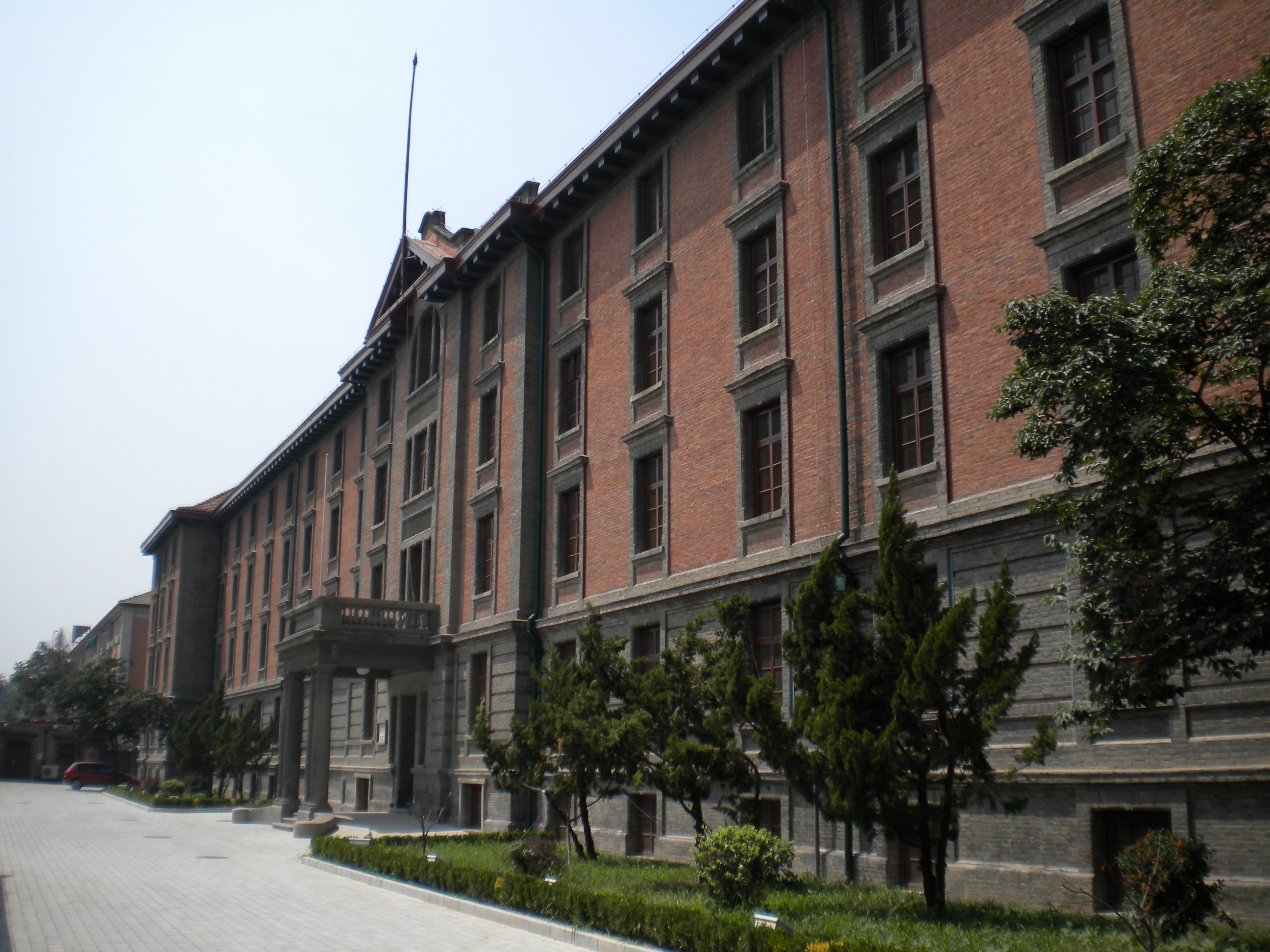
Rotes Gebäude der Peking-Universität

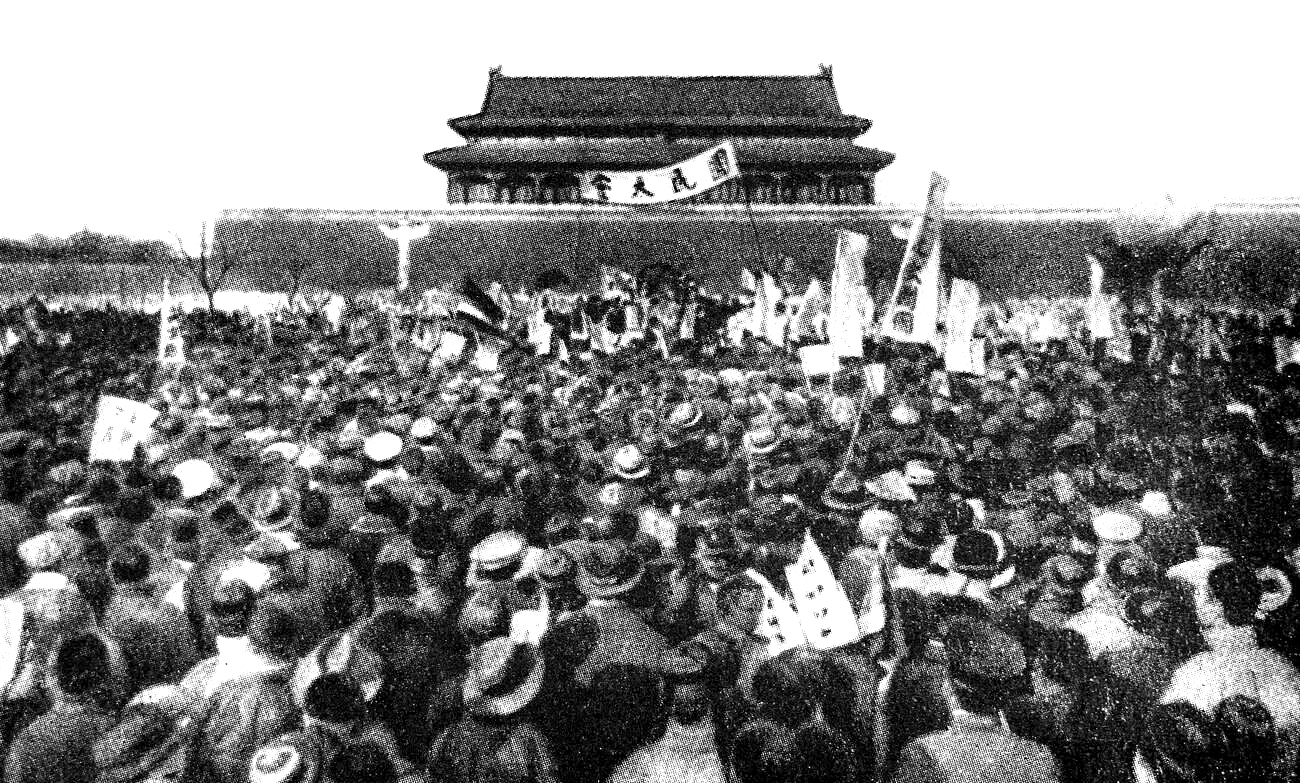
Demonstrierende Studenten vor dem Tor des Himmlischen Friedens, 1919

Das Historische Rote Gebäude der Peking-Universität (chinesisch 北京大學紅樓 / 北京大学红楼, Pinyin Běijīng dàxué hónglóu, englisch Red Building of Peking University) auf der „Straße der Bewegung des vierten Mai“ (Wusi dajie), Stadtbezirk Dongcheng, regierungsunmittelbaren Stadt Peking, Volksrepublik China, ist ein geschichtsträchtiges Gebäude der Peking-Universität. Es war ursprünglich das erste Gebäude der Universität.
Im Sommer 1918 wurde ein viergeschossiges Gebäude im westlichen Stil fertiggestellt, das wegen der verwendeten roten Ziegelsteine und Dachziegel als „Rotes Gebäude“ (honglou) bezeichnet wurde.
Das Gebäude und sein Umfeld waren der Entstehungsort der Bewegung des vierten Mai. Am 4. Mai 1919 kamen die Studenten der Peking-Universität von hier, um vor dem Tor des Himmlischen Friedens (Tian' anmen) zu protestieren, und gründeten die Bewegung des vierten Mai. Auch später dienten das Gebäude und der Platz davor als Ausgangspunkt für revolutionäre Bewegungen.
Nach 1918 wurden Chen Duxiu, Li Dazhao, Lu Xun und Hu Shi – die herausragenden Führer und Chefideologen der Bewegung – dort zu Professoren ernannt.
Ein Stockwerk des Gebäudes war die Bibliothek, worin unter anderem Li Dazhao und Mao Zedong gearbeitet haben.
Im April 2002 wurde in dem Haus das Museum der Bewegung für eine neue Kultur (Xin wenhua yundong jinianguan) eröffnet.
Das Gebäude steht seit 1961 auf der Liste der Denkmäler der Volksrepublik China in Peking (1–8).